# Tabanus lutzi
Tabanus lutzi är en tvåvingeart som beskrevs av Krober 1934. Tabanus lutzi ingår i släktet Tabanus och familjen bromsar. Inga underarter finns listade i Catalogue of Life.